# Giwi Kartozia
Giwi Kartozia (gruz. გივი კარტოზია, ur. 29 marca 1929 w Nakalakewi, zm. 3 kwietnia 1998 w Tbilisi) – radziecki zapaśnik (Gruzin). Dwukrotny medalista olimpijski.
Walczył w stylu klasycznym, w kategorii średniej (do 79 kilogramów) oraz półciężkiej (do 87 kilogramów). Brał udział w dwóch igrzyskach (IO 56, IO 60), na obu zdobywał medale. Triumfował w 1956, zajął trzecie miejsce cztery lata później. Był mistrzem świata w 1953, 1955 i 1958.